# تفجيرا دمشق مارس 2012
تفجيرا دمشق مارس 2012 كانا تفجيرين كبيرين بسيارات مفخخة انفجرتا أمام مقري المخابرات الجوية والأمن الجنائي في العاصمة السورية دمشق. وأفيد بمقتل 27 شخصاً على الأقل وإصابة أكثر من 140 بجروح في رابع تفجير كبير منذ بداية الانتفاضة والثاني في المدينة. كما حدث في الحالات السابقة، اتهمت المعارضة الحكومة بتدبير الهجمات، في حين وضعت الحكومة اللوم على الإرهابيين والجماعات الأجنبية.

## الخلفية
وجاء التفجير في وقت قريب من موعد الذكرى السنوية الأولى للانتفاضة السورية 2011–2012. وقد حدث بالفعل تفجيرين وقعا في دمشق وواحد في حلب. وجاء تفجير سيارة آخر في حلب في اليوم التالي، متبوعاً بتفجير سيارة مفخخة في درعا.

## التفجيرات
انفجرت سيارتان مفخختان كبيرتين في 17 مارس 2012 في 07:30 ص أمام مقري المخابرات الجوية والأمن الجنائي في العاصمة السورية دمشق. وأفيد بمقتل 27 شخصاً على الأقل وإصابة أكثر من 140 بجروح.
وضعت الحكومة اللوم على الإرهابيين والجماعات الأجنبية، بينما المعارضة وضعت اللوم عليها بتدبير هجمات لتحويل الانتباه عن أعمالها الوحشية.
أعلنت جبهة النصرة مسؤوليتها عن الهجوم.

## المنفذون
جبهة النصرة هي جماعة جهادية أعلنت أيضًا مسؤوليتها عن تفجير الميدان وتفجيرات حلب السابقة.